# Rotax 503

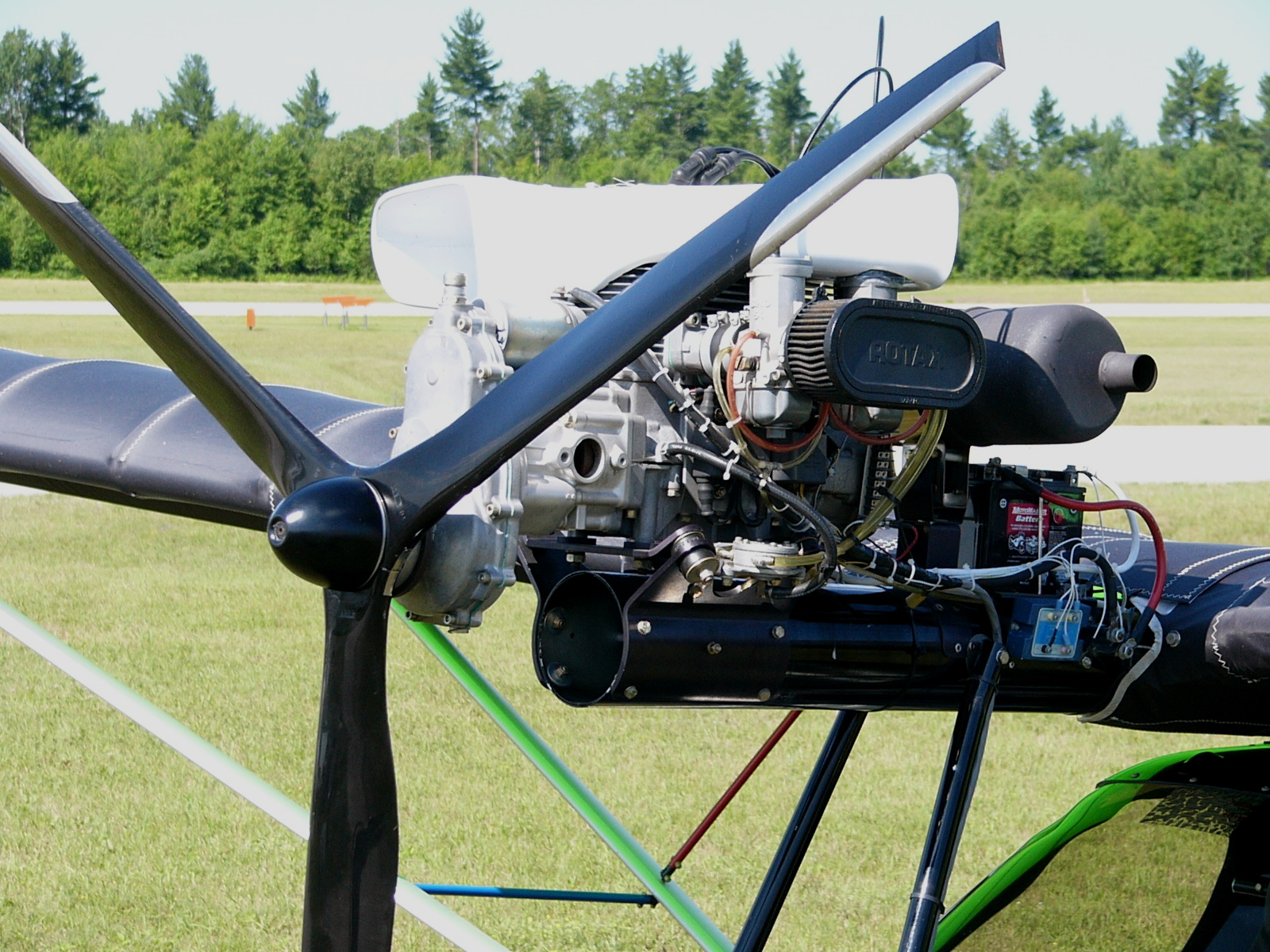
Un Rotax 503 montato su un ultraleggero Flightstar II

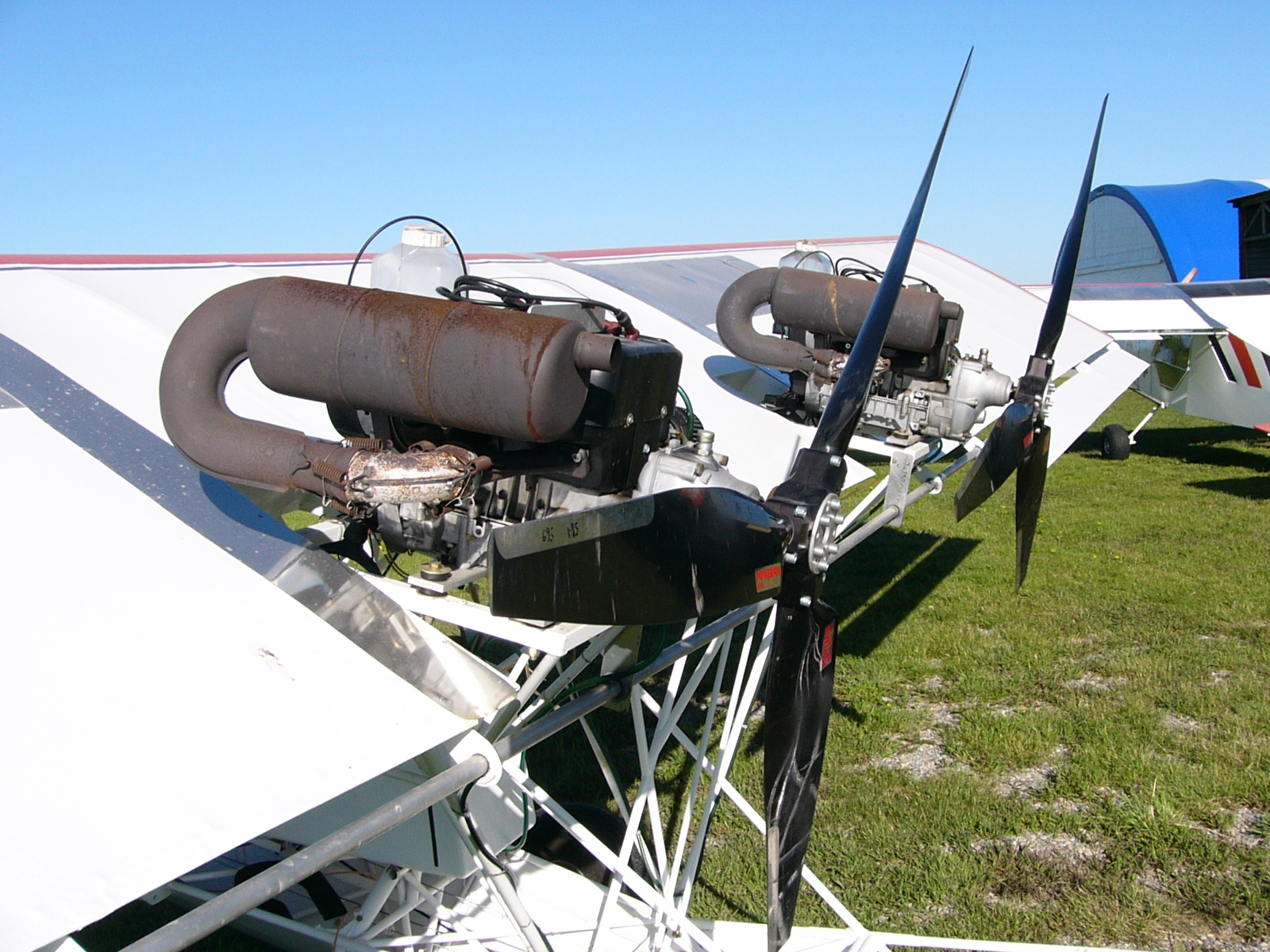
Il prototipo Blue Yonder Twin Engine EZ Flyer è alimentato da due 503 in configurazione pusher

Il Rotax 503 è un motore aeronautico a 2 cilindri in linea, a due tempi, dalla potenza di  37 kW (50 hp), costruito dall'austriaca BRP-Rotax GmbH & Co. KG per l'uso su aerei ultraleggeri.
Per decenni il motore è stato uno dei motori aeronautici più popolari e affidabili della sua categoria (a due tempi, sotto i 60 cavalli) e rimane ampiamente utilizzato e supportato.
Dal 2011 il Rotax 503 non è più in produzione. Tuttavia, un produttore russo ha sviluppato una riproduzione approssimativa, l'RMZ 500. Rotax successivamente offrì solo un altro motore a due tempi per aerei, il Rotax 582, parzialmente raffreddato ad acqua.

## Design e sviluppo
Il Rotax 503 è dotato di attacchi a pistone con cilindri e teste raffreddati ad aria, utilizzando una ventola e un cappuccio azionati dal motore o il raffreddamento ad aria libera. La lubrificazione avviene mediante l'uso di carburante e olio premiscelati oppure mediante iniezione di olio da un serbatoio dell'olio montato esternamente. Il 503 è dotato di doppi sistemi indipendenti di accensione a scarica di condensatori magnetici (CDI) senza interruttori. Può essere equipaggiato con uno o due carburatori a  pistoni. Utilizza una pompa pneumatica del carburante azionata dal collettore per fornire la pressione del carburante. È disponibile un kit opzionale per compensare le altitudini elevate.
La trasmissione all'elica dal motore avviene tramite un cambio Rotax di tipo B, C o E. Il motore standard include un sistema di scarico con silenziatore, e opzionalmente un post-silenziatore aggiuntivo. L'avviamento standard è del tipo con avviamento a strappo, con avviamento elettrico opzionale. Un generatore di corrente alternata integrale che produce 170 watt a 12 volt con raddrizzatore-regolatore esterno è opzionale. Il motore include un filtro dell'aria di aspirazione e può essere dotato di un sistema di silenziatore di aspirazione.

### Limitazioni
Rotax consiglia lo smontaggio e l'ispezione ogni 150 ore, e la revisione ogni 300 ore.
Il produttore riconosce i limiti di progettazione di questo motore, avvertendo i piloti:

## Specifiche

### Caratteristiche generali
- Tipo: Motore aeronautico a due tempi raffreddato ad aria
- Alesaggio: 72 mm (2.84 in)
- Corsa: 61 mm (2.4 in)
- Cilindrata: 496.7 cc (30.31 cu in)
- Peso a vuoto: 31.4 kg (69 lb) (a secco, senza sistema di scarico)

### Componentistica
- Comando valvole: piston ports
- Alimentazione: Pressurizzato da circuito
- Combustibile: Benzina automobilistica
- Lubrificazione: pre-miscelata nel carburante in rapporto 50:1 o tramite iniezione
- Raffreddamento: ventola o aria diretta
- Rapporti di cambio: Cambio Rotax 'B' : 2.00, 2.24 o 2.58; Cambio Rotax 'C' o 'D': 2.62, 3.00, 3.47 o 4.00

### Prestazioni
- Potenza massima: 37 kW (50 hp), a 6800 rpm
- Rapporto di compressione: 10.8 (teorico)
- Consumo: 15 L/hr (4 US gph)
- Rapporto potenza-peso: 1.18 kW/kg (0.72 hp/lb)

## Applicazioni
- 21st Century Airships SPAS 13
- Adams-Wilson Hobbycopter
- A-B Helicopters A/W 95
- Aces High Cuby II
- Acrolite
- Advanced Aeromarine Buccaneer SX
- Aero Adventure Aventura HP
- AeroLites Bearcat
- Aeroprakt A-20
- Aeros-2
- Aeros Cross Country
- Aero-Works Aerolite 103
- Airbet Girabet
- Airborne Edge
- Airborne Redback
- Air Creation GT
- Air Creation Racer
- Air Creation Twin
- Airdrome Dream Fantasy Twin
- Airdrome Fokker D-VI
- Airdrome Fokker D-VIII
- Airfer Transan
- Airframes Unlimited SS-2 Trainer
- Air Sylphe 447
- Alliant Destiny Fusion
- Alliant Destiny XLT
- Alpaero Choucas
- AmeriPlanes Mitchell Wing T-10
- Anglin J6 Karatoo
- Antonov T-2M Maverick
- Antares A-10R503 SOLO
- Antares MA-32
- Apex Eco 6
- Aquilair Kid
- Australian Autogyro Skyhook
- Australian Ultralight Industries Bunyip
- Aviasud Mistral
- Avid Champion
- Avid Flyer
- Aviomania Genesis Duo G2SA
- BAaer Guri
- Bagalini Baganfibio
- Baker Supercat
- BB Microlight BB-two seater
- Birdman Chinook 2S

- Best Off Skyranger
- Blue Yonder EZ Flyer
- Blue Yonder EZ Harvard
- Blue Yonder EZ King Cobra
- Blue Yonder Merlin
- Blue Yonder Twin Engine EZ Flyer
- Buckeye Eclipse
- Calumet Snobird Explorer
- Capella Javelin II
- Capella SS
- Carlson Sparrow
- Circa Reproductions Morane Saulnier N
- Circa Reproductions Nieuport
- CFM Shadow
- CGS Hawk
- Chadwick C-122 helicopter
- Club ULM Rotor Ptenets-2
- Cosmos Bison
- Cosmos Echo
- Cosmos Phase II
- Cyclone AX2000
- Danieli Piuma
- DAR-23
- DTA Evolution
- Earthstar Thunder Gull
- Emerald Coast XL2 Sport
- Eurofly Fire Cat
- Eurofly Fire Fox
- Eurofly Fox
- Eurofly Viper
- Excalibur Aircraft Excalibur
- Facetmobile
- Fisher Avenger
- Fisher Super Koala
- Fisher FP-404 EXP
- Fisher FP-505 Skeeter
- Fisher FP-606 Sky Baby
- Fisher Youngster
- Fletcher Hercules
- Flightstar II
- Fly Air Swallow
- Flying K Sky Raider
- Flylab Tucano
- Fly Synthesis Wallaby
- Freebird II

- Freedom Lite SS-11 Skywatch
- GibboGear Butterfly
- Gidroplan Che-22 Korvet
- Golden Circle Air T-Bird
- Krasniye Kryl'ya Mandelevium MD-30
- Krasniye Kryl'ya Deltacraft MD-40
- Harmening High Flyer
- Harper Lil Breezy
- Heldeberg Convertible
- Heldeberg Marathon
- Heldeberg Spirit 103
- Howland H-3 Pegasus
- Huntwing
- Hy-Tek Clipwing
- Hy-Tek Hurricane Hauler
- InterPlane Skyboy
- ISON Airbike
- J & J Ultralights Seawing
- JDT Eros
- Joplin Tundra
- Kolb Firestar
- Kolb Mark III
- Kolb Slingshot
- Kubicek AV-1
- Las Brisas Mohawk
- Let-Mont Piper UL
- Let-Mont Tulak
- Letov ST-4 Aztek
- Light Miniature Aircraft LM-1
- Lockwood Drifter XP503
- Loehle Sport Parasol
- Mainair Rapier
- Mariner Aircraft Mariner
- Micro Aviation Bantam
- Microleve ML 450
- Midwest Hornet
- Mountaineer Trikes Solo 175
- M-Squared Breese
- Murphy Maverick
- Murphy Renegade
- North American Rotorwerks Pitbull Ultralight
- North Wing Apache
- Pagotto Brako
- Paraplane PSE-2 Osprey

- Paratrek Angel 2-B
- Parascender I
- Parascender II
- Pegasus Quantum
- Phantom X1
- Phoenix Skyblazer
- Pipistrel Taurus
- Pipistrel Spider
- Precision Tech Fergy
- Pterodactyl Ascender
- Polaris Skin
- Quad City Challenger II
- Quicksilver GT400
- Quicksilver MX-2 Sprint
- RagWing RW26 Special II
- RagWing RW7 Duster
- RagWing RW8 PT2S
- RagWing RW11 Rag-A-Bond
- RagWing RW22 Tiger Moth
- Raj Hamsa Clipper
- Raj Hamsa Voyager
- Raj Hamsa X-Air
- Rainbow Aerotrike
- Rans S-4 Coyote
- Rans S-6 Coyote II
- Rans S-7 Courier
- Rans S-9 Chaos
- Rans S-12 Airaile
- Rans S-17 Stinger
- Rocky Mountain Wings Ridge Runner
- Rolandas Kalinauskas RK-7 Orange
- Rotor Flight Dynamics Dominator
- Rotorwing-Aero 3D-RV
- Skystar Kitfox XL
- Sabre 340
- Sabre Wildcat
- St Andrews Viking
- Sapphire Aircraft Australia Sapphire LSA
- Sea-Bow International Sea-Bow
- Six Chuter Skye Ryder Aerochute
- Six Chuter SR1
- Skymaster Single Seater
- Sky Seeker Powerchutes Sky Seeker
- SlipStream Genesis
- Sochen Phoenix

- Solo Wings Aquilla
- Solo Wings Windlass
- Sorrell Hiperlight
- Spartan DFD Aerotome
- Skywatch SS11
- Spectrum Beaver
- Sport Copter Lightning
- Sport Flight Talon
- Star-Lite Warp 1-A
- Stellar Astra
- Summit 2
- Summit 103 Mini Breeze
- Summit Steel Breeze
- Sundog One-Seater
- Synairgie Jet Ranger
- TC's Trikes Coyote
- Teman Mono-Fly
- Tennessee Propellers Scout
- TeST TST-3 Alpin T
- TeST TST 14M Bonus
- Titan Tornado
- TL Ultralight TL-32 Typhoon
- Ultracraft Calypso
- Viking Aircraft Viking II
- ViS Sprint
- Vortech A/W 95
- Vortech G-1
- Vortech Sparrow
- World Seair Corp Seair